# Mastektomie

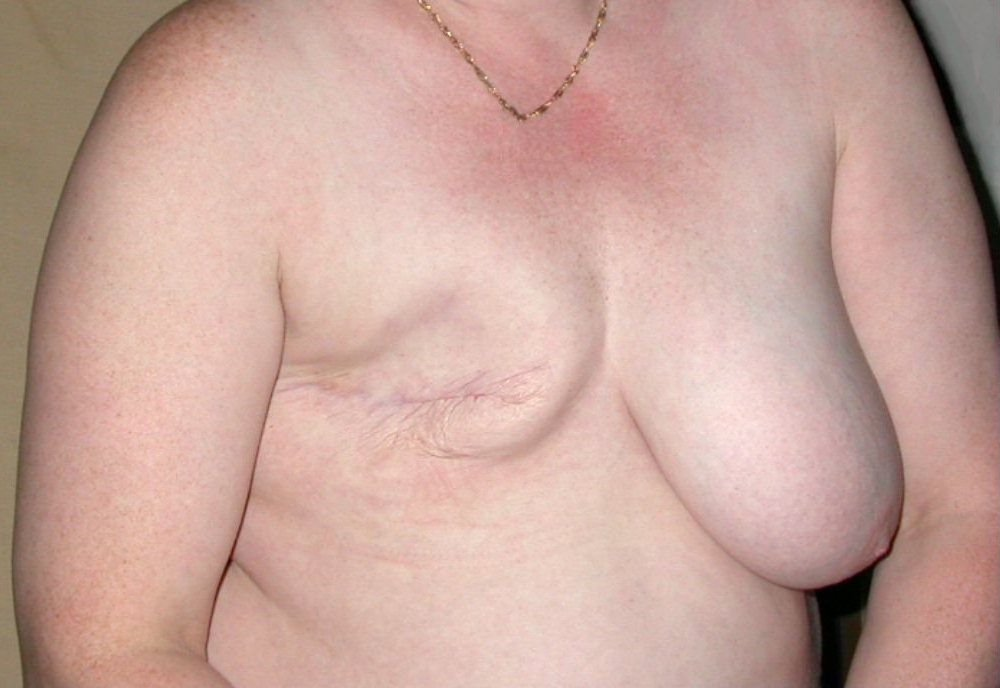
Pacientka po mastektomii

Mastektomie (z řeckého mastos, tj. prs a ektomé, tj. vyjmutí) je chirurgický zákrok, při kterém se odstraňuje celá mléčná žláza, až na výjimky i s prsním dvorcem a bradavkou. Jeho nejčastější indikací je zhoubný karcinom prsu, kdy se pravidelně kombinuje s axilární disekcí.

## Zvláštní typy mastektomie
- Profylaktická mastektomie – u mladých žen s dědičným typem karcinomu prsu
- Subkutánní mastektomie – se zachováním prsní bradavky. Je technicky velmi náročná a při nekompletním odstranění mléčné žlázy hrozí riziko recidivy zhoubného karcinomu. Přistupuje se k ní většinou v případě preventivních mastektomii, vyžadují však velmi zkušeného chirurga.
- Segmentální resekce (anglicky: lumpectomy), či též segmentální mastektomie, je částečným odstraněním prsu s přihlédnutím k velikosti nádoru, který se odstraňuje v kuse i s bezpečnostním lemem minimálně 1 cm. Dnes už neplatí ani kontraindikace tohoto výkonu v případě polohy nádoru v centrální části prsu.
- Kůži šetřící mastektomie – varianta operace při plánovaném následném rekonstrukčním plastickém výkonu. Do prostoru po odstraněné žláze se implantuje expander, který se postupně plní fyziologickým roztokem a vytvoří tak později dostatečný prostor pro prsní implantát, případně se přistupuje přímo k rekonstrukci. V případě plánovaného ozařování by se neměla implantovat silikonová náhrada, ale měla by být zvolena jiná metoda rekonstrukce.

## Komplikace
- sérem – spíše průvodní jev než komplikace, zejména pokud je malý. Jedná se o nahromadění tekutiny v lůžku po výkonu.
- ischemie (nedokrvení) okrajů rány – prevencí je nepoužívat v pooperačním období kompresi rány.
- infekce – léčí se antibiotiky a/nebo drenáží
- fantomové bolesti

## Známé ženy, které prodělaly mastektomii
- Jane Fondová (* 1937) – americká herečka
- Anastacia (* 1968) – americká zpěvačka
- Michaela Kuklová (* 1968) – česká herečka
- Angelina Jolie (* 1975) – americká herečka